# Visa d'or humanitaire du CICR
Le Visa d’or humanitaire du Comité international de la Croix-Rouge (CICR) est un prix de photojournalisme qui récompense chaque année depuis 2011, un ou une photojournaliste professionnel ayant couvert une problématique humanitaire en lien avec un conflit armé. Ce prix s’intègre dans le festival international de photojournalisme Visa pour l’image, créé en 1989 à Perpignan.
De 2011 à 2014 le Visa d’or humanitaire du CICR a récompensé un photoreportage valorisant la problématique du respect de la mission médicale en temps de guerre. De 2015 à 2017, le concours s’est concentré sur les femmes dans la guerre : femmes combattantes, femmes détenues, femmes victimes de violences sexuelles, femmes cheffes de familles en l'absence des hommes, femmes à la recherche de proches disparus.
À partir de 2018, le thème de ce concours photographique a changé pour porter sur la guerre en ville et particulièrement sur les conséquences sur les populations civiles.

## Historique
En 2011, la délégation régionale du Comité international de la Croix-Rouge (CICR) en France décide de créer le Visa d’or humanitaire, doté de 8 000 euros, pour répondre à deux objectifs : valoriser le travail que réalise chaque jour les photojournalistes sur le terrain, mais aussi et avant tout, alerter le plus grand nombre de personnes sur le non-respect du droit international humanitaire.

## Lauréats

### 2024
Thème : le sort des civils dans les conflits armés
Hugh Kinsella Cunningham, photographe anglais, pour son travail sur les camps de réfugiés en république démocratique du Congo.

### 2023
Thème : « Les conditions de vie des migrants »
Fédérico Rios Escobar, photographe colombien indépendant, pour un photoreportage sur les migrants dans la région du Darién.

### 2022
Thème : « Déplacés, réfugiés et migrants »
Sameer Al-Doumy pour son reportage « Routes de la mort », sur les migrants tentant de passer en Angleterre depuis Calais, réalisé pour l’Agence France Presse.

### 2021
Antoine Agoudjian dont le reportage réalisé pour Le Figaro Magazine, « décrit avec force le lourd tribut payé par les civils lors de la dernière escalade de violence au Haut-Karabakh, avec d’intenses bombardements et combats dans des zones urbaines situées des deux côtés de la ligne de front. »

### 2020
Thème : le sort des populations civiles dans les villes en guerre
Alfredo Bosco, photojournaliste italien indépendant de l’agence milanaise Luz. « Son travail Forgotten Guerrero décrit avec force les conséquences de la guerre des cartels dans la région de Guerrero – où se trouve la plus grande culture de pavot du pays – et ses conséquences sur la population : meurtres, extorsion, déplacements de population, disparition forcée, entre autres. »

### 2019

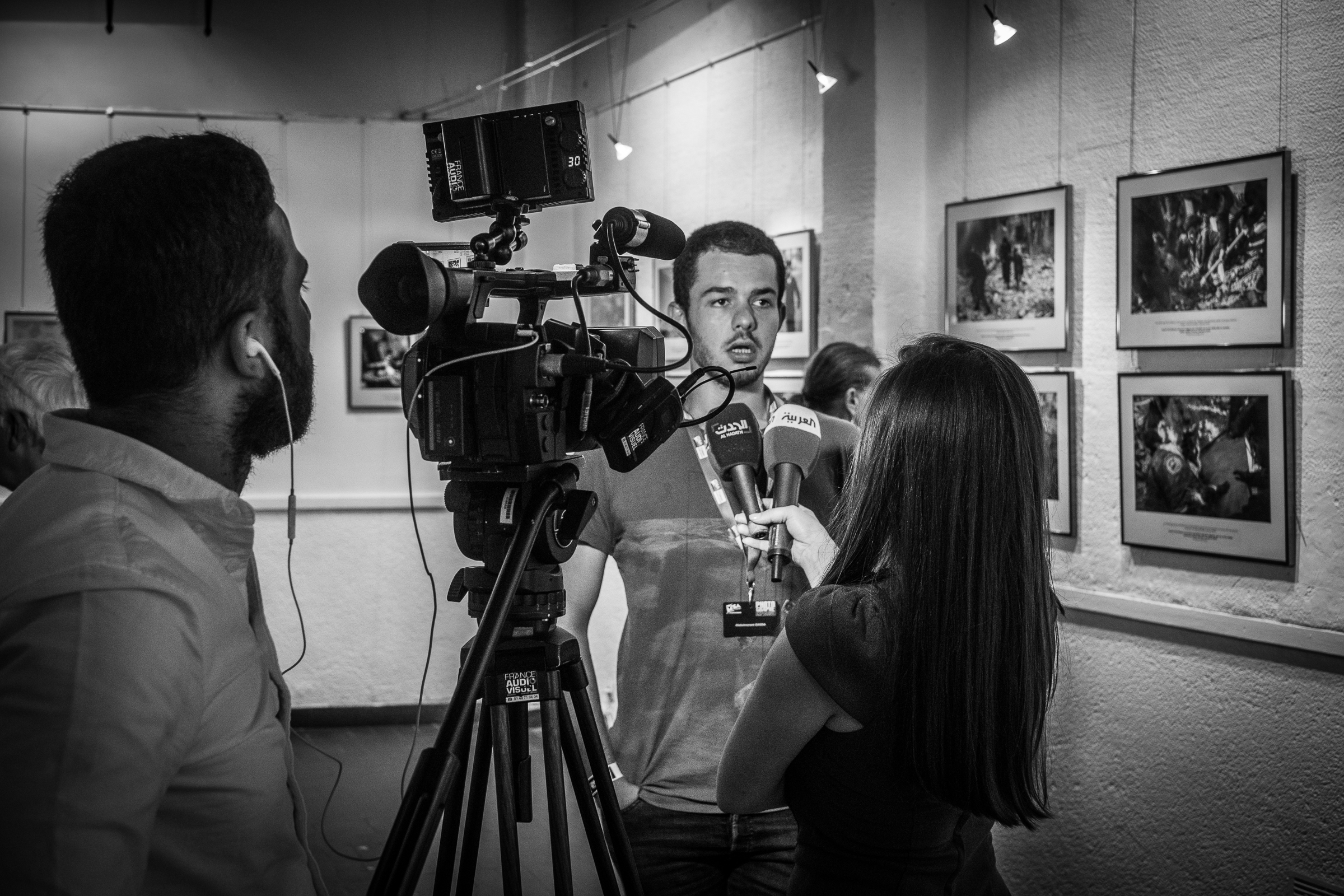
Abdulmonam Eassa au festival Visa pour l’image à Perpignan le 5 septembre 2019.

Thème : le sort des populations civiles dans les villes en guerre
Abdulmonam Eassa, photojournaliste syrien, pour son photoreportage intitulé La fin (sans espoir) de l’injustice, qui rend hommage aux civils de la Ghouta orientale, forcés de se terrer ou de fuir pour survivre et échapper à la guerre. Il collabore entre autres avec l’Agence France Presse.

### 2018
Thème : le sort des populations civiles dans les villes en guerre
Véronique de Viguerie, photojournaliste française a été récompensée pour son photoreportage intitulé Yémen, cette guerre qu’on nous cache qui rend particulièrement hommage aux femmes yéménites survivant en zones urbaines et assumant, souvent en l’absence des hommes, le rôle de cheffes de famille ou encore de soignantes. Elle collabore entre autres avec Getty Images et Verbatim Photo Agency.

### 2017
Thème : les femmes dans la guerre
Angela Ponce Romero, photojournaliste péruvienne du Diario Correo, pour son travail intitulé Ayacucho et réalisé au Pérou.

### 2016
Thème : les femmes dans la guerre
Juan Arredondo (ca), photojournaliste colombiano-américain qui collabore régulièrement avec The New York Times et National Geographic  pour son photoreportage Nés dans le conflit : les enfants soldats en Colombie.

### 2015
Thème : les femmes dans la guerre
Diana Zeyneb Alhindawi, photojournaliste pour The New York Times, WSJ, Le Monde, Vice, pour son photoreportage en République démocratique du Congo intitulé Le procès de Minova,.

### 2014
Thème : respect de la mission médicale en temps de guerre
William Daniels, photojournaliste français et contributeur pour National Geographic pour son travail intitulé Crise humanitaire en Centrafrique.

### 2013
Thème : respect de la mission médicale en temps de guerre
Sebastiano Tomada (en) (Piccolomini), photojournaliste américain pour Getty Images a été récompensé pour son travail réalisé en Syrie intitulé La vie et la mort à Alep.

### 2012
Thème : respect de la mission médicale en temps de guerre
Mani, photojournaliste et réalisateur franco-algérien, pour son photoreportage réalisé pour Le Monde intitulé Syrie, dans Homs.

### 2011
Thème : respect de la mission médicale en temps de guerre
Catalina Martin-Chico, photographe franco-espagnole de l'agence Cosmos pour son photoreportage au Yémen intitulé Premier km2 de liberté.